# 석류정
석류정(錫類亭)은 대한민국 전라남도 무안군 청계면 청계리에 있다. 2019년 6월 21일 무안군의 향토문화유산 제13호로 지정되었다.